# Alfonso Álvarez Miranda
Alfonso Álvarez Miranda (La Habana, 2 de julio de 1915 – Madrid, 30 de noviembre de 2003) fue un político español. 

## Biografía
Nacido en Cuba de padres asturianos, Álvarez Miranda finalizó la carrera de ingeniero de Minas con premio extraordinario. Inició su andadura en las minas de fosfatos del Sáhara, donde al poco tiempo fue nombrado primer Presidente ejecutivo de la Sociedad Fosfatos de Bucraa (Fosbucraa).
Más tarde, fue nombrado por Hassan II presidente de la Oficina Cherifiana de Fosfatos: (O.C.P.), con sede en París. 
En 1970, Claudio Boada Presidente del INI, encarga a Álvarez Miranda la Dirección de Minería y Siderurgia del instituto, desde donde dirigió la reestructuración de Hunosa, la adquisición de Uninsa y su fusión con Ensidesa que presidió de 1973 a 1975. Ese año fue nombrado ministro de Industria. Tras su cese en el ministerio, presidió el Consejo Superior del Ministerio de Industria y Energía, y desde 1977, el Fórum Atómico Español. En 1978 fue elegido Vicepresidente del Fórum Atómico Europeo, del que más tarde fue Presidente, realizando una importante labor pro-industria atómica. También enseñó en varias escuelas técnicas de ingenieros.